# Thomas Neville Waul

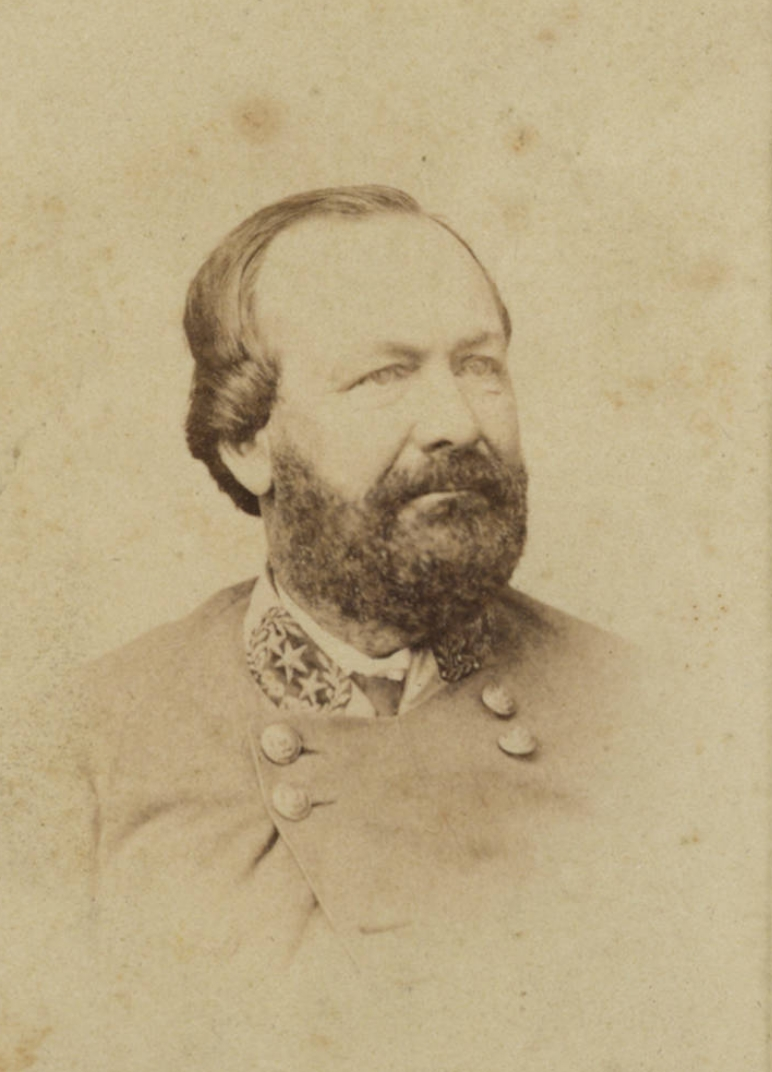
Thomas N. Waul

Thomas Neville Waul (* 5. Januar 1813 im Sumter District (heute Sumter County), South Carolina; † 28. Juli 1903 nahe Greenville, Hunt County, Texas) war ein US-amerikanischer Politiker.

## Leben
Waul kandidierte 1859 erfolglos für den Bundesstaat Texas um einen Sitz im US-Repräsentantenhaus. Nach der Sezession von Texas 1861 vertrat er jenen Staat im Provisorischen Konföderiertenkongress. Ferner diente er während des Amerikanischen Bürgerkriegs in der Konföderiertenarmee mit dem Dienstgrad eines Brigadegenerals. Nach dem Krieg vertrat er Texas 1866 bei dessen Verfassungskonvent.
Er starb 1903 nahe Greenville, Texas und wurde anschließend dort auf dem Oakwood Cemetery in Fort Worth, Texas beigesetzt.